# Sandro Franchina
Sandro Franchina, né le 25 septembre 1939 à Rome et mort le 22 février 1998 à Villejuif, est un réalisateur, documentariste et acteur italien.

## Biographie
Franchina est le fils du sculpteur Nino Franchina et le neveu du peintre futuriste Gino Severini. Enfant, il jouait déjà dans Europe 51 (1952) de Roberto Rossellini. Plus tard, il a fréquenté le Centro sperimentale di cinematografia ; de nombreux artistes importants faisaient partie de son cercle de connaissances et d'amis. Aux côtés de Marco Bellocchio, il a fait ses premières expériences en tant que coréalisateur de courts métrages avant de se concentrer sur les documentaires. Le film Israele Immagini, réalisé sur place, et un portrait de son oncle, réalisé sur de longues années, en sont des exemples remarquables. En 1966, il se lance dans la fiction. Avec Morire gratis (it), dans lequel le peintre Franco Angeli, ami de Franchina, interprète le rôle principal, il réalise un road-movie qui, à l'époque de sa première projection, n'a guère retenu l'attention des distributeurs et des critiques et n'a été perçu qu'après sa mort comme une contribution remarquable, pleine d'ironie et d'expérimentation. Dans les années 1990, il réalise d'autres documentaires, dont son dernier Ciné-poèmes, réalisé en collaboration avec son ami Jean Rouch, une série de films influencés par les poèmes de Paul Fort.

## Filmographie

### Réalisateur
- 1960 : Collage di Piazza del Popolo - court métrage
- 1963 : Gino Severini - documentaire
- 1964 : Israele immagini - documentaire
- 1968 : Morire gratis (it)
- 1983 : Sport in Kuwait - documentaire (1983)
- 1993 : Una mostra di Eliseo Mattiacci - documentaire
- 1994 : Una mostra di Nino Franchina - documentaire
- 1995 : David Smith in Italy - court métrage
- 1995 : Mark di Suvero a Venezia - documentaire
- 1995 : Una mostra di Anish Kapoor - documentaire
- 1996 : Fateli scendere - court métrage
- 1996 : Kounellis - documentaire (1996)
- 1997 :Ciné-poèmes, coréalisé avec Jean Rouch.

### Acteur
- 1952 : L'Ennemie (La nemica) de Giorgio Bianchi
- 1952 : Europe 51 (Europa 51) de Roberto Rossellini
- 1998 : Enigma (it) d'Alberto Chiantaretto, Marco di Castri, Daniele Pianciola et Jean Rouch.